# Алгоритм сортування
Алгоритм сортування — це алгоритм, що розв'язує задачу сортування, тобто здійснює впорядкування лінійного списку (масиву) елементів.

## Термінологія
Термін сортування (англ. sorting) означає розділення елементів за певними ознаками (сортами) і не дуже точно описує поставлене завдання. Точнішою була б назва впорядкування (англ. ordering), але через перевантаженість слова «порядок» (англ. order) напрочуд різними значеннями[джерело?] ним не користуються.

## Постановка задачі
Вхід алгоритму: послідовність з {\displaystyle n} чисел {\displaystyle (a_{1},a_{2},\dots \;,a_{n})}
Вихід алгоритму: перестановка {\displaystyle (a_{\pi \;(1)},a_{\pi \;(2)},\dots \;a_{\pi \;(n)})} вхідної послідовності таким чином, що {\displaystyle a_{\pi \;(1)}\leq \;a_{\pi \;(2)}\leq \dots \leq \;a_{\pi \;(n)}} ({\displaystyle \pi \;} — перестановка послідовності чисел {\displaystyle 1...n}).
Вхідна послідовність найчастіше представляється у вигляді n-елементного масиву, хоча може мати й інше представлення, наприклад, у вигляді зв'язного списку.
Вхідна послідовність: (5, 6, 1, 8, 5, 7, 4)
Вихідна послідовність: (1, 4, 5, 5, 6, 7, 8)

## Структури даних
На практиці елементи, що впорядковуються, рідко бувають просто числами. Набагато частіше кожен такий елемент є записом (англ. record). У кожному записі є ключ (англ. key), за яким, власне і здійснюється впорядкування; водночас є й інша супутня інформація. Алгоритм сортування на практиці має бути реалізований так, щоб разом із ключами переміщати і супутню інформацію. Якщо кожен запис містить супутню інформацію великого обсягу, то з метою звести до мінімуму переписування великих обсягів інформації, впорядкування відбувається не в самому масиві елементів, а в масиві вказівників на елементи.
Сам метод сортування не залежить від того, чи впорядковуються тільки числа, чи також і супутня інформація, тому при описі алгоритмів для простоти припускають, що елементи є числами.

## Класифікація алгоритмів сортування
Для алгоритму сортування (як і для будь-якого іншого сучасного алгоритму) основними характеристиками є:
- Час, необхідний на впорядкування n-елементного масиву. Для значної кількості алгоритмів середній і найгірший час впорядкування n-елементного масиву є {\displaystyle \;O(n^{2})} — це пов'язано з тим, що в них передбачені перестановки елементів, що стоять поряд (різниця між індексами елементів не перевищує деякого заданого числа). Такі алгоритми зазвичай є стабільними, хоча і не ефективними для великих масивів. Інший клас алгоритмів здійснює впорядкування за час {\displaystyle O(n\log \;n)}. В цих алгоритмах використовується можливість обміну елементів, що знаходяться на будь-якій відстані один від одного.
- Необхідність додаткової пам'яті для сортування. Зазвичай необхідно O(1) пам'яті.
- Стабільність (англ. Stability) — стабільне сортування не змінює взаємного розташування елементів з однаковими ключами.

## Теорема про найкращий час сортування
Якщо алгоритм сортування у своїй роботі спирається тільки на операції порівняння двох об'єктів (≤) і не враховує жодної додаткової інформації про елементи, то він не може впорядкувати масив елементів швидше ніж за {\displaystyle O(n\log \;n)} в найгіршому випадку.

### Доведення
На кожному кроці алгоритм проводить одне порівняння, результатом якого є один з двох варіантів:
1. {\displaystyle A\leq \;B}
2. {\displaystyle \;A>B}

Подальші дії алгоритм робитиме залежно від результату порівняння. Отже, всю роботу алгоритму можна представити у вигляді бінарного дерева, в листах якого лежать можливі перестановки вхідного масиву.
Отже, дерево має {\displaystyle n!} листів, а висота дерева є {\displaystyle \log(n!)}. Час роботи в найгіршому випадку пропорційний висоті дерева:
{\displaystyle O(\log(n!))=O\left(\log \left({\sqrt {2\pi n}}\left({\frac {n}{e}}\right)^{n}\right)\right)=O(n\log \;n)}.
Ці швидкі алгоритми використовуються в реальних задачах. Проте більшість із них нестабільні. Стабільні алгоритми, що працюють за час {\displaystyle O(n\log \;n)}, потребують {\displaystyle \;O(n)} додаткової пам'яті.
Відомий стабільний алгоритм сортування, що не вимагає додаткової пам'яті, працює за час {\displaystyle O(n\log ^{2}\;n)}.
Ще один клас алгоритмів використовує у своїй роботі деяку додаткову інформацію про елементи, що впорядковуються (наприклад, те що вони є різними числами в деякому діапазоні). Завдяки цьому вони працюють за час {\displaystyle \;O(n)}.

## Відомі алгоритми сортування
За час {\displaystyle \;O(n^{2})}:
- Сортування вибором — (англ. Selection sort) — пошук найменшого або найбільшого елемента і переміщення його в початок або кінець впорядкованого списку.
- Сортування вставкою (включенням) — (англ. Insertion sort) — визначаємо місце, де поточний елемент повинен знаходитися в упорядкованому списку, і вставляємо його туди.
- Сортування обміном (сортування бульбашкою, англ. Bubble sort) — для кожної пари індексів проводиться обмін, якщо елементи розташовані не по порядку.
- Сортування методом бінарної вставки

За час {\displaystyle O(n\log \;n)}:
- Плавне сортування (англ. Smoothsort)
- Пірамідальне сортування
- Швидке сортування
- Сортування злиттям
- Timsort

За час {\displaystyle \;O(n)} з використанням додаткової інформації про елементи:
- Сортування підрахунком
- Сортування за розрядами
- Сортування комірками

За час {\displaystyle O(n\log ^{2}\;n)}:
- Сортування злиттям модифіковане
- Сортування Шелла

За час {\displaystyle O(nn!)}:
- Сортування перестановкою
- Випадкове сортування